# LotusLive
LotusLive（ロータスライブ）は、IBMが2009年に発表・開始した、ソーシャル・ネットワーキングとコラボレーションを統合したクラウドサービス。2012年にIBM SmartCloud for Social Business（日本ではIBM SmarterCloud for Social Business）に名称変更された。

## 概要
LotusLiveは、IBMでは初めての本格的なクラウドサービスであり、IBMのソフトウェア部門のロータスブランドとして提供された。LotusLiveは、コラボレーションソフトウェア（グループウェア）のスイートであり、電子会議、電子メール、データ表示、ファイル共有などが提供される。LotusLiveはSaaSタイプのクラウドサービスの形で提供され、広告モデルではなく課金モデルで、ユーザー当たりの月額使用料金は15ドル - 55ドルとされる。

## サービス内容
2009年4月現在、LotusLiveでは以下の6サービスが発表されており、うちLotusLive ConnectionsとLotusLive iNotesを除いた4サービスが、サービス提供中である。
LotusLive Connections
ソーシャル・ネットワーク、インスタントメッセージ、ファイル共有、「アクティビティ」と呼ばれる共有タスクの管理、データの視覚化、調査の送信などをセットアップするためのコラボレーションツールのセットが提供される。
LotusLive Meetings
Webベースのオンライン・ミーティングサービス。Lotus Sametime Unyte Meetingが名称変更されたもの。
LotusLive Engage
上記のLotusLive ConnectionsとLotusLive Meetingsを機能的に結合したもの。開発コードネームは"Bluehouse"と呼ばれたもので、2008年1月のLotusphereで最初に発表された。
LotusLive Events
LotusLive Meetingsに、イベント管理機能（自動の電子メールアナウンス、イベントリハーサルなど）を追加する。Lotus Sametime Unyte Eventsが名称変更されたもの。
LotusLive Notes
ユーザーのインストールしたLotus Notes（Notesクライアント）から、IBMが管理運営するLotus Domino（Notes/Dominoサーバー）に接続し、電子メール、カレンダーなどを使用できるサービス。Lotus Notes Hosted Messagingが名称変更されたもの。
LotusLive iNotes
Webベースの電子メールおよびカレンダーのサービス。ユーザーはWebブラウザから接続する。IBMが買収した香港のオンラインアプリケーションサービスプロバイダであるOutblazeのメッセージング用アセットを使用している。

## 歴史
2008年1月、Lotusphere 2008において、Lotusコラボレーション・ソフトウェアの製品ロードマップが発表された。
2009年1月、Lotusphere 2009において、LotusLiveというブランド名が紹介された。LotusLiveはサードパーティーのアプリケーションがLotusLiveと連携できる仕組みを提供しており、IBMはSkype、LinkedIn、Salesforce.comとの提携も同時発表した。また同時に、LotusLive Engageのベータテストを開始した 。
2009年4月1日、LotusLiveが正式発表された。発表された6サービスのうち、LotusLive ConnectionsとLotusLive iNotesを除いた4サービスが、4月7日よりサービス開始された。